# Kaja (nom)
Kaja ou Kája sont des patronymes et prénoms pouvant désigner:

## Patronyme
- Demasq Kaja (en) (mort en 1327), membre de la famille des Tchoupanides
- Egli Kaja (en) (né en 1997), joueur albanais de football
- Ervis Kaja (en) (né en 1987), joueur albanais de football
- Florina Kaja (en) (né en 1982), actrice et chanteuse américaine
- Jan Kaja (en) (né en 1957), peintre et photographe polonais
- Ryszard Kaja (en) (1962-2019), peintre et artiste polonais

## Prénom
- Kaja Draksler (en) (née en 1987), pianiste et compositrice slovène
- Kaja Eržen (en) (née en 1994), joueuse slovène de football
- Kaja Foglio (en) (née en 1970), artiste et écrivaine américaine
- Kaja Grobelna (née en 1995), joueuse belge de volley-ball
- Kaja Gunnufsen (en), chanteuse et compositrice norvégienne
- Kaja Jerina (en) (née en 1992), joueuse slovène de football
- Kaja Juvan (née en 2000), joueuse slovène de tennis
- Kaja Kallas (née en 1977), femme d'État estonienne
- Kaja Korošec (née en 2001), joueuse slovène de football
- Kaja Martin (en), actrice et réalisatrice américaine
- Kaja Norbye (née 1999), skieuse alpine norvégienne
- Kaja Norum (en) (née en 1989), mannequin et peintre figurative norvégienne
- Kaja Rogulj (en) (née en 1986), joueur croate de football
- Kája Saudek (1935-2015), auteur tchèque de bandes dessinées
- Kaja Silverman (en) (née en 1947), historienne et critique américaine
- Kaja Skrzek (en) (née en 1998), nageuse polonaise
- Kaja Verdnik (en) (née en 1999), snowboardeuse slovène
- Kaja Wolffers (né en 1973), réalisateur et scénariste néerlandais
- Kaja Ziomek (en) (née en 1997), patineuse de vitesse polonaise

### Personnage
- Kaja Dow, personnage de l'univers La Lanterne verte